# Verbund Forschungsdaten Bildung
Der Verbund Forschungsdaten Bildung (VerbundFDB) ist ein Netzwerk aus Forschungsdatenzentren und Einrichtungen, die Services im Bereich Forschungsdaten für die empirische Bildungsforschung anbieten. Er wird primär von DIPF Leibniz-Institut für Bildungsforschung und Bildungsinformation, GESIS – Leibniz-Institut für Sozialwissenschaften und dem Institut zur Qualitätsentwicklung im Bildungswesen (IQB) getragen und durch Bund und Länder finanziert. Die drei Institute sind für die zentralen Aufgaben zuständig: von der Koordinierungsstelle am DIPF und dem Onlineportal forschungsdaten-bildung.de über die Datenarchivierung in den beteiligten Forschungsdatenzentren bis hin zu Informations-, Beratungs- und Schulungsangeboten.

## Services
Der VerbundFDB bietet Forschenden umfangreiche Angebote an:
- Forschungsdaten und -instrumente suchen: Über das Online-Portal forschungsdaten-bildung.de können Forschende in einer Datenbank nach ausgewählten Forschungsdaten und -instrumenten recherchieren.[3]
- Forschungsdaten und -instrumente teilen: Der VerbundFDB stellt Forschenden eine zentrale Anlaufstelle zur Verfügung, um Daten mit Dritten zu teilen.[4]
- Forschungsdatenmanagement: Er bietet Informationen, Schulungen und Beratungen an.[5]

## Forschungsdaten suchen
Über die Datensuche finden Interessierte Forschungsdaten und -instrumente der Bildungsforschung aus den im VerbundFDB beteiligten Forschungsdatenzentren und darüber hinaus. Die Suche deckt ein umfangreiches Spektrum an Datentypen und thematischen Bereichen ab. Damit können Forschende eine breite Palette an Forschungsfragen und -ansätzen untersuchen. Die Forschungsdaten und -instrumente sind für wissenschaftliche Zwecke nutzbar. Sie sind beim jeweiligen Forschungsdatenzentrum nach Download, Registrierung oder Antragstellung verfügbar.
Die Suche liefert etwa Daten aus quantitativen Untersuchungen wie aus Large-Scale-Assessments, darunter beispielsweise PISA, PIACC, IGLU und TIMSS. Darüber hinaus finden hier Forschende auch Daten aus großen Panelstudien wie beispielsweise NEPS. Zum Angebot gehören außerdem Daten aus qualitativen Studien wie etwa Transkripte von Interviews sowie Videografien und Audioaufzeichnungen von Unterrichtssituationen, beispielsweise der DESI-Studie oder der TALIS Videostudie Deutschland. Thematisch deckt die Datenbank alle Phasen der Bildung ab – von der frühkindlichen Bildung über die Schule und die berufliche Bildung (BA/BIBB Bewerberbefragung) bis hin zur Hochschulbildung (zum Beispiel NACAPS und Eurostudent) und dem lebenslangen Lernen.

## Forschungsdaten teilen
Der VerbundFDB unterstützt Forschende dabei, selbst erhobene Forschungsdaten und generierte Forschungsinstrumente für Dritte zugänglich zu machen. Die im VerbundFDB beteiligten Forschungsdatenzentren und Einrichtungen archivieren, dokumentieren und veröffentlichen die Daten.
Das Teilen von Forschungsdaten bietet Vorteile für Forschende und Wissenschaft gleichermaßen. Für Forschende erhöht es etwa die Sichtbarkeit und Zitation der eigenen Arbeit. Sie leisten damit einen wichtigen Beitrag zur wissenschaftlichen Gemeinschaft und erfüllen zugleich Anforderungen vieler Förderer und Fachzeitschriften. Das Datenteilen stärkt Transparenz und Reproduzierbarkeit wissenschaftlicher Ergebnisse.

## Forschungsdaten nachnutzen
Der VerbundFDB fördert die Bekanntheit bestehender Datensätze und deren Nutzung – etwa durch die Veranstaltungsreihe Meet-the-Data @Bildungsforschung, die er gemeinsam mit KonsortSWD veranstaltet.
Fallbeispiele für das Nachnutzen von bestehenden Forschungsdaten können Forschende in der Interviewreihe „Nachnutzung von Forschungsdaten“ lesen. Dort berichten Forschende etwa darüber, wie sie bereits bestehende Forschungsdaten für die Dissertation oder zu Schulungszwecken im Rahmen eines Forschungsprojektes genutzt haben.

### Meet-the-Data
Die Online-Veranstaltungsreihe Meet-the-Data @Bildungsforschung von KonsortSWD und VerbundFDB bietet Studierenden, Lehrenden und Forschenden seit 2013 Einblicke in ausgewählte Datenbestände. Fachleute stellen diese vor und beantworten Fragen zum Datenzugang und zur Datennutzung. Bereits vorgestellte Datensätze stammen beispielsweise aus Large-Scale-Studien wie PIAAC, NACAPS und NEPS sowie aus Mixed-Methods-Studien wie der TALIS Videostudie Deutschland.

## Forschungsdatenmanagement
Das Angebot im Bereich des Forschungsdatenmanagements umfasst Webinare sowie Podcasts, Workshops und individuelle Beratungen zu projektspezifischen Fragen. In den Handreichungen des VerbundFDB finden Forschende Checklisten etwa zur Informierten Einwilligung. Auch über die Website informiert der VerbundFDB zu Themen des Forschungsdatenmanagements. Mit „Datenliebe“ bietet der VerbundFDB einen Podcast mit Experteninterviews an, etwa zu Themen des Urheberrechts und Datenschutzes, zu verschiedenen Datentypen oder der NFDI (Nationale Forschungsdateninfrastruktur).

### Fdbinfo-Publikationsreihe
Der VerbundFDB bietet auf seiner Website Handreichungen und vertiefende Beiträge zu ausgewählten Themen des Forschungsdatenmanagements an. Die Publikationen richten sich an Forschende, Data Stewards und in der Beratung zum Forschungsdatenmanagement Tätige. Die Handreichungen beschäftigten sich mit folgenden Themen:
- Datenschutzrechtliche Anforderungen in der empirischen Bildungsforschung[20]

- Erstellung rechtskonformer Einwilligungserklärungen mit besonderer Berücksichtigung von Erhebungen an Schulen[21]
- Formulierungsbeispiele für „informierte Einwilligungen“ in leichter Sprache[22]
- Formulierungsbeispiele für „informierte Einwilligungen“[23]

### Standardisierter Datenmanagementplan (Stamp)
Von der Planung über die Durchführung bis zur Dokumentation von Forschungsdaten – mit dem Stamp steht Forschenden eine Materialsammlung zur Unterstützung beim Datenmanagement zur Verfügung. Damit können Forschende die FAIR-Prinzipien einfacher umsetzen: Forschungsdaten sind besser auffindbar, zugänglich, interoperabel und wiederverwendbar. Die Qualität der Daten(-dokumentation) steigt und das Teilen sowie die Nachnutzung wird vereinfacht. 
Der Stamp wurde zwischen 2019 und 2022 gemeinsam mit Forschenden, Fachleuten für Forschungsdatenmanagement sowie Vertretende von Forschungseinrichtungen, Fachverbänden und Förderorganisationen entwickelt. Der Rechtsanwalt Jürgen Goebel unterstützte bei rechtlichen Fragen. Der Verbund Forschungsdaten Bildung (VerbundFDB) entwickelt den Stamp kontinuierlich weiter.

## Partner und Netzwerk
Der VerbundFDB besteht aus 13 Institutionen und Forschungsdatenzentren, die gemeinsam die Serviceangebote für Bildungsforschende ausbauen. Dazu tauschen sie sich in regelmäßig stattfindenden monatlichen sowie jährlichen Treffen aus und setzen sich zu ausgewählten Themen in Arbeitsgruppen zusammen. In den Arbeitsgemeinschaften geht es etwa darum, wie Forschungsdatenzentren „Logdaten“ bereitstellen sowie archivieren können oder um mögliche Verfahren zur Automatisierung der Datenaufbereitung, Datenprüfung und Dokumentation.
Darüber hinaus arbeitet der VerbundFDB eng mit dem Konsortium für die Sozial, Verhaltens- und Wirtschaftsdaten (KonsortSWD) zusammen, das Teil der Nationalen Forschungsdateninfrastruktur ist. Innerhalb von KonsortSWD bringt der VerbundFDB seine disziplinspezifische Expertise ein und vertritt die Bedarfe der Bildungsforschung. Die enge Zusammenarbeit zwischen KonsortSWD und dem VerbundFDB schafft Synergien und fördert die Entwicklung von gemeinsamen Standards und Infrastrukturen. Der VerbundFDB ist an verschiedenen KonsortSWD-Angeboten beteiligt wie der Weiterentwicklung des Stamp – des Datenmanagementplans für die Bildungsforschung – sowie am Helpdesk.

### Beteiligte Einrichtungen und Forschungsdatenzentren
- DIPF Leibniz-Institut für Bildungsforschung und Bildungsinformation (FDZ Bildung)
- Bundesinstitut für Berufsbildung (BIBB-FDZ)
- DIE – Deutsches Institut für Erwachsenenbildung
- Deutsches Jugendinstitut (FDZ-DJI)
- Deutsches Zentrum für Hochschul- und Wissenschaftsforschung (FDZ-DZHW)
- Forschungsdatenbank Lernertexte (FD-LEX) des Mercator-Instituts für Sprachförderung und Deutsch als Zweitsprache
- GESIS – Leibniz-Institut für Sozialwissenschaften (Data Services for the Social Sciences und FDZ PIAAC)
- Goethe-Universität Frankfurt (QualiBi - Daten der qualitativen Bildungsforschung/ApaeK Archiv - Goethe-Universität Frankfurt)
- Institut zur Qualitätsentwicklung im Bildungswesen (FDZ am IQB)
- Leibniz-Institut für Bildungsverläufe (FDZ-LIfBi)
- Universität Bremen (FDZ Qualiservice/SOCIUM)
- Leibniz-Institut für Psychologie (FDZ am ZPID)

## Geschichte und Entwicklung
2013 schlossen sich die Institute DIPF Leibniz-Institut für Bildungsforschung und Bildungsinformation, GESIS – Leibniz-Institut für Sozialwissenschaften und das Institut zur Qualitätsentwicklung im Bildungswesen (IQB) zum Verbund Forschungsdaten Bildung (VerbundFDB) zusammen. Zunächst sicherten sie Forschungsdaten aus dem Rahmenprogramm Empirische Bildungsforschung, um sie Forschenden langfristig zur Verfügung zu stellen.
Seit 2016 weist der VerbundFDB auch Datenbestände aus anderen Forschungsprojekten in seiner Datensuche auf. Im Laufe der Zeit ging er weitere Kooperationen mit Institutionen und Forschungsdatenzentren ein. Außerdem baute er das Informations-, Schulungs- und Beratungsangebot aufgrund des wachsenden Bedarfs aus. Von 2013 bis 2021 wurde der VerbundFDB vom Bundesministerium für Bildung und Forschung (BMBF) gefördert. Seit 2022 ist er eine dauerhaft von Bund und Ländern finanzierte Infrastruktur für die Bildungsforschung. Die Kernpartner des VerbundFDB betreiben die Basisdienste. Das erweiterte Partnernetzwerk fördert unter anderem die Nachnutzung von Daten und entwickelt Standards sowie Best Practices.